# Feng Tianwei
Feng Tianwei, född 31 augusti 1986 i Kina, är en singaporiansk bordtennisspelare. Hon tog OS-silver i damlagstävlingen i Peking år 2008 tillsammans med Li Jiawei och Wang Yuegu.

## Meriter

### Olympiska meriter

#### Olympiska sommarspelen 2008
| Idrottare    | Gren   | Grundomgång          | Omgång 1             | Omgång 2             | Omgång 3                            | Omgång 4                                 | Kvartsfinal                                         | Semifinal            | Final                |
| Idrottare    | Gren   | Motståndare Resultat | Motståndare Resultat | Motståndare Resultat | Motståndare Resultat                | Motståndare Resultat                     | Motståndare Resultat                                | Motståndare Resultat | Motståndare Resultat |
| ------------ | ------ | -------------------- | -------------------- | -------------------- | ----------------------------------- | ---------------------------------------- | --------------------------------------------------- | -------------------- | -------------------- |
| Feng Tianwei | Singel |                      |                      |                      | Dang (KOR) W 11-4, 11-5, 11-3, 11-5 | Li (NED) W 7-11, 13-11, 11-7, 11-5, 11-4 | (1) Zhang (CHN) L 11-13, 14-12, 12-14, 10-12, 11-13 | Gick inte vidare     | Gick inte vidare     |